# 哈比沙人

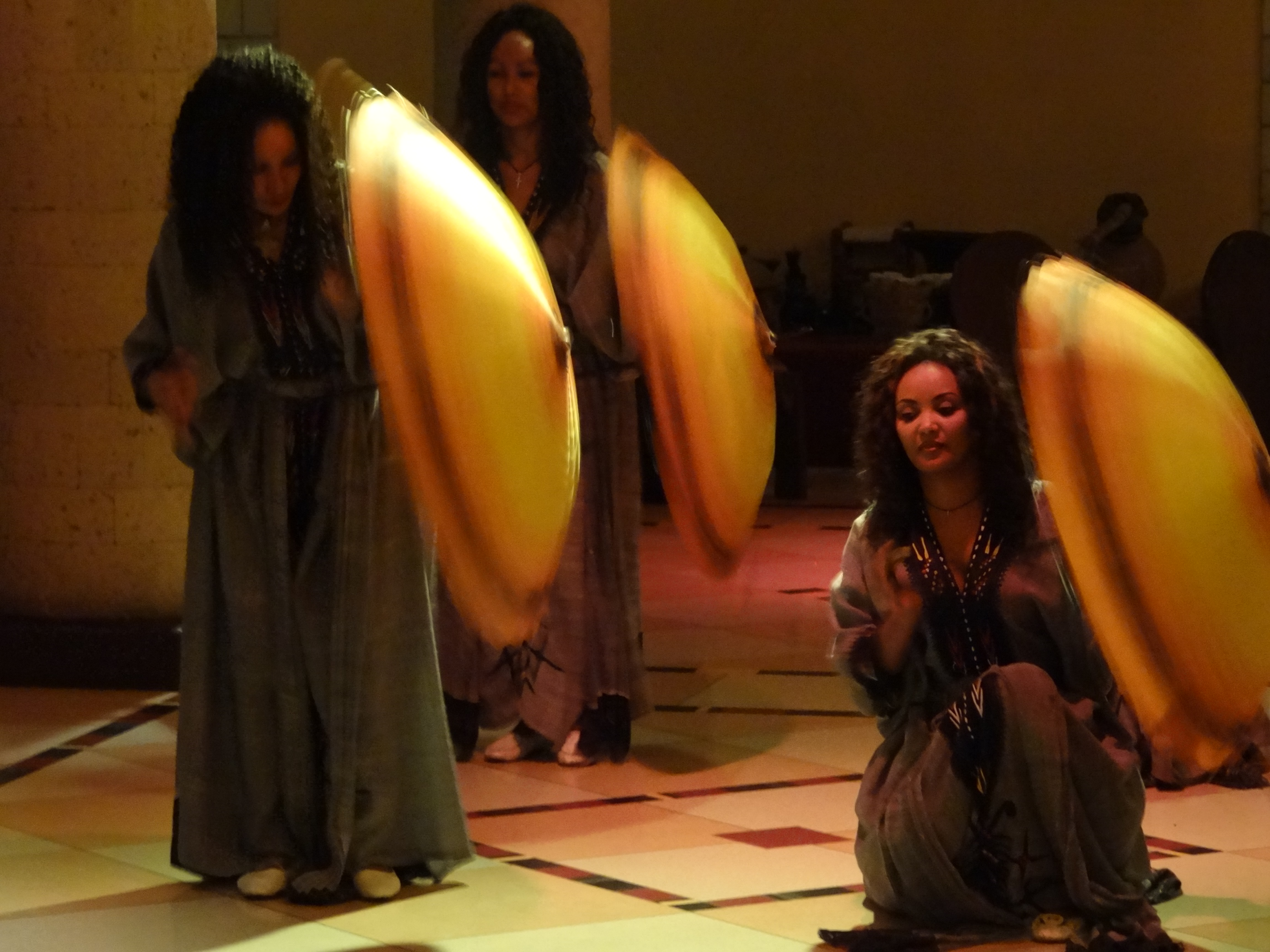
传统舞蹈

哈比沙人，又稱阿比西尼亞人，是一個居住非洲之角包括厄立特里亞和衣索比亞高地的人口群體的統稱，包括阿姆哈拉人、提格雷尼亚人、古拉格人和哈勒里人。語言屬於亞非語系閃米特語南支，他們的起源可追溯至狄阿特王國和後來的阿克蘇姆帝国，人口約38,250,000。阿姆哈拉，提格雷和古拉格人民約佔衣索比亞的人口35.5％。
他們多數屬埃塞俄比亞正教會信徒，和非洲大多數民族不一樣，是唯有一自己文字的非洲民族。